# Droga wojewódzka nr 336
Droga wojewódzka nr 336 (DW336) – dawna droga wojewódzka o długości około 14 km, leżąca na obszarze województwa dolnośląskiego. Trasa ta łączyła Brzezinkę Średzką w powiecie średzkim z dzielnicą Wrocławia Maślice (DW320).
Na całej długości została pozbawiona kategorii drogi wojewódzkiej, obecnie stanowi drogę gminną.

## Miejscowości dawniej leżące przy trasie DW336
Województwo dolnośląskie
 Powiat średzki
- Brzezinka Średzka
- Pisarzowice
- Wilkszyn

 wrocławski powiat grodzki
- Marszowice (DW337)
- Maślice (DW320)